# Ракетный удар по Одессе 15 марта 2024 года
15 марта 2024 года российские войска в ходе своего вторжения в Украину нанесли очередные два ракетных удара по Одессе. 21 человек погиб и более 75 получили ранения.
В Одессе и Одесской области 16 марта объявлен траур.

## Предыстория
С момента начала боевых действий город Одесса и его окрестности неоднократно подвергались обстрелам и ударам с воздуха со стороны российских войск, в основном с военных кораблей ВМФ РФ, находящихся в Чёрном море. Также имели место неоднократные запуски крылатых ракет.
2 марта 2024 года российские войска с помощью дронов Shahed 136 атаковали жилой дом в Одессе, в результате чего погибли 12 человек, в том числе 5 детей. 6 марта Россия нанесла ракетный удар по Одессе, который пришелся вблизи от пребывавших в городе президента Украины Владимира Зеленского и премьер-министра Греции Кириакоса Мицотакиса.

## Ход событий
Как сообщил офис генпрокурора Украины, атака произошла около 11:00 утра (12:00 МСК) 15 марта. Среди погибших — сотрудник Госслужбы Украины по чрезвычайным ситуациям (ГСЧС) и фельдшер. Повреждена гражданская инфраструктура: по меньшей мере 10 частных домов, станция техобслуживания, газопровод, автомобили скорой помощи и пожарных.
Российские войска дважды обстреляли ракетами Одессу — во второй раз, когда на место приехали сотрудники оперативных служб и спасатели для устранения последствий первого взрыва. В результате повторного удара погиб сотрудник службы.
Среди пострадавших — семь сотрудников ГСЧС. Олег Кипер уточнил, что есть тяжелораненые. Также пострадали медицинские работники.
Издание «Думская» утверждает, что во время обстрела Одессы пострадали два бывших высокопоставленных чиновника, которые после начала полномасштабного вторжения ушли в армию.
Украинское следствие начало расследование по статье о нарушении законов и обычаев войны, сопряжённом с умышленным убийством (часть 2 статьи 438 УК Украины).

## Жертвы
Всего в первый день было убито 20 человек. Среди убитых россиянами — бывший первый заместитель мэра Одессы Сергей Тетюхин и 30-летний полицейский Андрей Боярский, сиротой осталась его трёхмесячная дочь.
На следующий день в больнице умер 39-летний спасатель Виталий Алимов, ставший 21-й жертвой.

## Реакция
В Одессе и Одесской области 16 марта объявлен траур.

## Оценки
Украинский военный аналитик Александр Коваленко отмечал, что повторный удар с небольшим интервалом по одной и той же местности имел целью увеличить число пострадавших от атаки среди раненых и сотрудников служб, которые оказывали им первую помощь.